# Rusticoclytus pantherinus
Rusticoclytus pantherinus là một loài bọ cánh cứng trong họ Cerambycidae.